# Someshwar
Someshwar (o Somaishwar) è una suddivisione dell'India, classificata come census town, di 20.098 abitanti, situata nel distretto del Kannada Meridionale, nello stato federato del Karnataka. In base al numero di abitanti la città rientra nella classe III (da 20.000 a 49.999 persone).

## Geografia fisica
La città è situata a 13° 30' 0 N e 75° 4' 0 E e ha un'altitudine di 337 m s.l.m..

## Società

### Evoluzione demografica
Al censimento del 2001 la popolazione di Someshwar assommava a 20.098 persone, delle quali 9.963 maschi e 10.135 femmine. I bambini di età inferiore o uguale ai sei anni assommavano a 2.212, dei quali 1.137 maschi e 1.075 femmine. Infine, coloro che erano in grado di saper almeno leggere e scrivere erano 16.238, dei quali 8.468 maschi e 7.770 femmine.